# 1767 en France
Chronologie de la France
- 1763
- 1764
- 1765
- 1766
- 1767
- 1768
- 1769
- 1770
- 1771

Cette page concerne l’année 1767 du calendrier grégorien.

## Événements
- 1er janvier : arrêt du conseil portant création de la caisse d’escompte[1].
- 8 janvier : déclaration qui proroge, pour six années, plusieurs droits faisant partie des Fermes générales[1].
- Janvier : émission de 1,6 million de rentes perpétuelles au principal de 40 millions[1].

- 17 mars : déclaration portant prorogation jusqu’au 30 septembre 1774 des 4 sols pour livres sur le tabac, enregistrée en cour des aides le 13 avril[1].

- 18 avril : Antoine-Joseph des Laurents est nommé évêque de Saint-Malo. Il le reste jusqu’à sa mort le 15 octobre 1785[2].

- 3 mai : prorogation pour 12 ans de la caisse de Sceaux et de Poissy[3].
- 9 mai : arrêt de la cour du Parlement de Paris pour l’expulsion des jésuites hors de France[4].
- 13 mai : édit de création de brevets d’arts et métiers[5].
- 15 mai : le bail des fermes générales est renouvelé pour six ans à partir du 1er octobre 1768 à Julien Alaterre pour 132 millions de livres par an[6].

- 19 juin : lors d’une battue organisée par le marquis d’Apcher, Jean Chastel tue un animal ressemblant à un loup d’une taille très importante qui pourrait être la bête du Gévaudan[7].
- 29 juin : le montant du premier brevet de la taille est fixé irrévocablement à son niveau de 1767 (40 107 239 de livres) par le contrôleur général des finances L’Averdy[8].

- 14 juillet : Pierre Poivre, nommé intendant des îles de France et de Bourbon, débarque à Port-Louis, consacrant la rétrocession des Mascareignes au roi de France[9].
- 16 juillet : Jeanne-Françoise Frémyot de Chantal est canonisée par Clément XIII[10].
- 20 juillet : les dépôts de mendicité remplacent désormais l’hôpital général pour enfermer les pauvres[11].
- 22 juillet : l’édit de juin sur la prorogation du deuxième vingtième du 1er janvier 1768 au 1er janvier 1770 est enregistré en cour des aides[1].
- 24 juillet : mise en régie de droits domaniaux pour 12 ans à François Tessier[12].

- 4 août : L’Averdy envoie des instructions sur la taille tarifée aux intendants de province pour obtenir une meilleure assiette de l’impôt par la confection du rôle[1].

- Octobre : nouveau tarif des droits « de gros, d’augmentation, de jauge et de courtage »[1].

- 24 novembre : le bail des fermes générales est renouvelé par arrêt du conseil au profit de Julien Alaterre, pour six ans pour 132 millions de livres[13].